# Henry Gomez
Henry Gomez (* 3. Dezember 1963 in Bathurst) ist ein Geschäftsmann und Politiker im westafrikanischen Staat Gambia. Von Februar 2017 bis Juni 2018 war er Minister für Jugend und Sport (Minister of Youth and Sports) im Kabinett Adama Barrow I.

## Leben
Gomez war als Geschäftsmann zunächst in New Jeshwang tätig, später ging er über Frankreich im August 1986 nach Hamburg. Er wurde erst Angestellter einer Reinigungsfirma und gründete 1996 seine erste eigene Reinigungsfirma. 2001 formierte er die Firma in Magom Cleaning Company um und um 2017 beschäftigt er rund 100 Angestellte.
2004 gründete er die Gambia Party for Democracy and Progress (GPDP), deren Vorsitzender und Sekretär er wurde. Gomez wollte am 28. August 2006 bei der Präsidentschaftswahl in Gambia 2006 als Kandidat antreten, was ihm aber die Independent Electoral Commission (IEC) verfassungsgemäß untersagte, da er in den letzten fünf Jahren seinen Wohnsitz nicht in Gambia hatte. Die GPDP unterstützte die oppositionelle Koalition aus United Democratic Party (UDP) und National Reconciliation Party (NRP), was aber keinen Einfluss auf die Wahl hatte. Ende 2006 kehrte er von Deutschland nach Gambia zurück. Bei den Parlamentswahlen 2007 und 2012 trat die GPDP nicht an, Gomez hielt sich vorwiegend wieder in Deutschland auf. Im Dezember 2010 erklärte Gomez, seine Partei habe einige Unterstützung in der Basis in Gambia, 2011 unterstützte er die Opposition von Hamat Bah (NRP).
Am 1. Februar 2017 ernannte der neu gewählte Präsident Adama Barrow Gomez als Jugend- und Sportminister in sein Kabinett. Kritiker warfen ihn vor, dass seine Ernennung nicht verfassungsgemäß ist – da ihm als Minister eine doppelte Staatsbürgerschaft nicht erlaubt sei. Gomez erklärte darauf, dass er lediglich eine Aufenthaltserlaubnis in Deutschland habe und keine deutsche Staatsangehörigkeit besitzt.
Bei einer größeren Kabinettsumbildung am 29. Juni 2018 schied er aus dem Kabinett aus, seine zukünftige Aufgabe sollte er als Sonderberater des Präsidenten in Fragen der Jugend (englisch Special Youth Adviser to the President) ausüben.